# Фригідарій

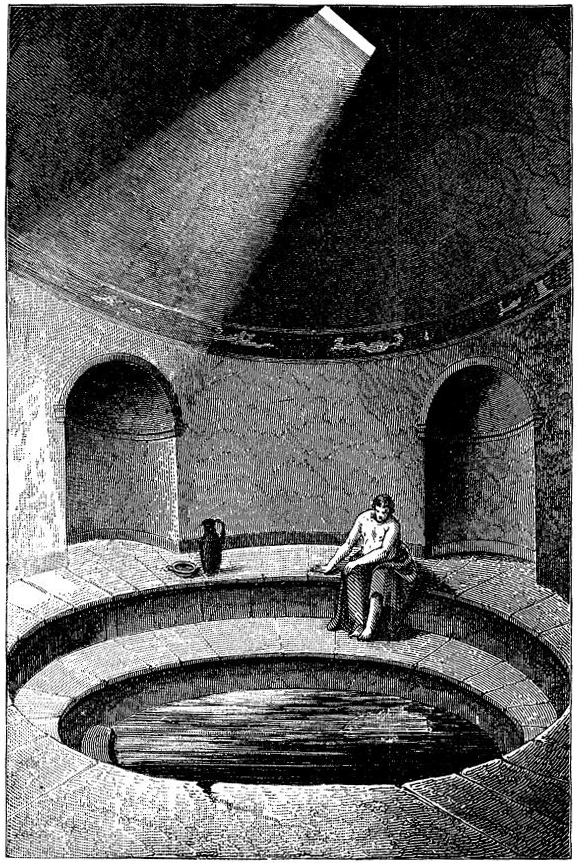
Фригідарій у Помпеях

Фригідарій лат. frigidarium — одне з приміщень в стародавніх римських термах, де був басейн з холодною водою. Використовувався після купання в басейні з гарячою водою (кальдарії та тепідарії).

## Історія
Спочатку в Італії були прості лазні без ванн — лаватрини. Зростаюча еллінизація Італії призвела до розвитку ванних кімнат і громадських лазень. Зрештою, індивідуальні стоячі ванни з гарячою водою були замінені колективними басейнами і розвитком гіпокаустичного опалення. Це призвело до створення різних типів опалювальних приміщень, включаючи кальдарій, тепідарій, лаконікум або судаторій, а також фригідарій.

### Використання в якості єврейськоїміквита/або християнського басейну для хрещення
Є приклади з палаців Хасмонеїв і Іродіадів в Юдеї (наприклад Єрихон, Іродіум), де єврейські ритуальні басейни для занурення або мікваот були розташовані у фригідарії приватних королівських лазень.
Римська восьмикутна баня, близько 14,5 м в поперечнику, зосереджена навколо восьмикутного басейну-фригідарії понад 4 м в поперечнику і з великим цегляним трубопроводом для подачі холодної води, ймовірно, датується 330—335 роками н. е. за часів Костянтина Великого, була розкопана на фермі Бакс, Тейнем, Кент. Було висловлено припущення, що восьмикутний фригидарій міг використовуватися для християнського хрещення, або як єврейського ритуального басейну для занурення.